# Sun-Stil
Der Sun-Stil (chinesisch 孫式 / 孙式 oder 孫氏 / 孙氏,  sūnshì bzw.  孫家 / 孙家,  sūnjiā) des Taijiquan, auch Kaihe–Huobu–Taijiquan (開合活步太極拳 / 开合活步太极拳,  Kāihé Huóbù Tàijíquán – „wörtlich Taijiquan des Öffnen, Schließens und flinken Schritts“) genannt, ist der jüngste der fünf Familienstile des Taijiquan und wurde in den frühen 1900er Jahren durch den berühmten Meister Sun Lutang (1861–1933) entwickelt, der zu diesem Zeitpunkt schon ein großer Meister im Xingyiquan und Baguazhang war. Sun Lutang lernte erst im Alter von mehr als 50 Jahren den Wu-Hao-Stil des Taijiquan. Auf dieser Basis hat er später seinen eigenen Taijiquan Stil entwickelt. 
Das Sun-Stil-Taijiquan ist einzigartig, da es Elemente aus den inneren Kampfkünsten Baguazhang und Xingyiquan mit klassischem Taijiquan verbindet. 
Der Sun-Stil besteht aus 98 Bewegungsfolgen und zeichnet sich durch eine sehr agile Beinarbeit aus und verfügt über Folgeschritte, die aus dem Xingyi und dem Hao-Taijiquan übernommen wurden. Bei fast allen Gesten ist das Gewicht vollständig auf einem Bein. 
Es gibt heute zwei große Linien des Sun-Taijiquan, welche sich geringfügig bei der Ausführung der Form unterscheiden. Eine Linie geht auf Sun Lutangs Sohn Sun Cunzhou (孫存周 / 孙存周, 1893–1963) zurück und eine andere Linie auf Sun Lutangs Tochter Sun Jianyün  (孫劍雲 / 孙剑云, 1914–2003), die die zweite Generation des Sun-Stil-Bewahrer darstellen. Die dritte Generation der Sun-Stil-Linie gehört Sun Lutongs Enkelsohn Sun Baoheng (孫寶亨 / 孙宝亨) – Sohn von Sun Cunzhou – und dessen Enkeltöcher Sun Shurong (孫叔容 / 孙叔容, 1918–2005) und Sun Wanrong (孫婉容 / 孙婉容, 1927), beide Töchter von Sun Jianyün. 